# L'Oiseau de feu (film, 1934)
Pour l’article homonyme, voir Oiseau de feu (homonymie).
Pour plus de détails, voir Fiche technique et Distribution.
L'Oiseau de feu (The Firebird) est un film américain en noir et blanc réalisé par William Dieterle, sorti en 1934.

## Synopsis
À Vienne, Brandt emménage dans un immeuble haut de gamme dont les principaux locataires sont la famille d'élite Pointer avec John, Carola et sa fille Mariette, qui vient d'avoir 18 ans. Un jour, Brandt rencontre Carola dans la cage d'escalier et insiste pour qu'elle monte à son appartement ce soir-là, lui disant que si elle ne le fait pas, il dira à son mari qu'ils ont eu une liaison de toute façon. Indignée, elle dépose une plainte officielle auprès des propriétaires de l'immeuble, exigeant qu'il soit expulsé. Mais avant que cela n'arrive, il est retrouvé mort d'une blessure par balle. Naturellement, la suspicion tombe sur une variété de suspects, le plus évidemment John, et c'est à l'inspecteur de police Miller de déterminer lequel d'entre eux l'a fait.

## Fiche technique
- Titre : L'Oiseau de feu
- Titre original : The Firebird
- Réalisation : William Dieterle
- Scénario : Charles Kenyon, adaptation par Jeffrey Dell de la pièce Muvesz Szinhaz de Lajos Zilahy
- Production : Warner Bros.
- Photographie : Ernest Haller
- Montage : Ralph Dawson
- Direction artistique : Anton Grot
- Costumes : Orry-Kelly
- Lieu de tournage : Warner Brothers Burbank Studios, Burbank, Californie
- Pays de production : États-Unis
- Langue : [anglais
- Format : noir et blanc - projection : 1,37:1 - son : Mono
- Genre : drame policier, Romance
- Durée : 75 min
- Dates de sortie: 
  - États-Unis : 3 novembre 1934
  - France : 31 janvier 1936

## Distribution
- Verree Teasdale : Carola Pointer
- Ricardo Cortez : Herman Brandt
- Lionel Atwill : John Pointer
- Anita Louise : Mariette Pointer

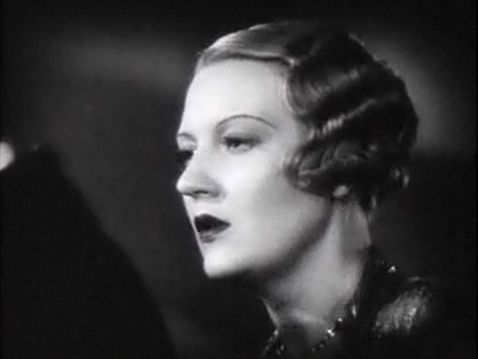
Verree Teasdale dans The Firebird.

- Charles Aubrey Smith : l’inspecteur Miller
- Dorothy Tree : Mme Jolan Brandt
- Helen Trenholme : Mlle Josephine Mousquet
- Hobart Cavanaugh : Emile
- Robert Barrat : Halasz
- Hal K. Dawson (en) : assistant-directeur du théâtre
- Russell Hicks : M. Beyer
- Spencer Charters : Max Bauer
- Etienne Girardot : LE Professeur Peterson
- Nan Grey : Alice von Attem
- Florence Fair : Thelma
- Skippy : Rex

## Galerie

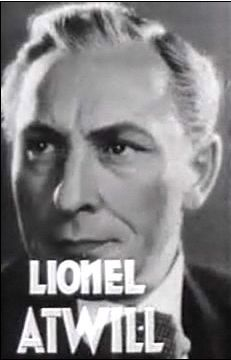
Lionel Atwill
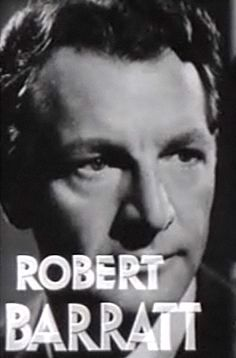
Robert Barrat
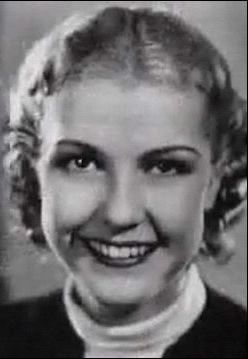
Anita Louise
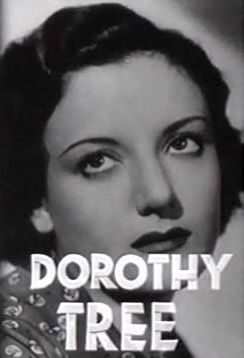
Dorothy Tree